# Luiz Baú
Luiz Baú (Itatiba do Sul, 21 de junho de 1939 - desaparecido em 30 de junho de 1980) foi um assassino em série brasileiro, tendo alcançado notoriedade na década de 1970 ao cometer cinco assassinatos nos municípios de Erechim e Itatiba do Sul, fato que o levou a ser conhecido como "O Monstro de Erechim".
Nascido no distrito de Sete Lagoas, interior da cidade de Itatiba do Sul, Luiz Baú era um trabalhador do campo que conciliava as atividades na agricultura com trabalhos de benzimento e curandeirismo. Após divorciar-se de sua esposa, supostamente por ter contraído caxumba e se tornado estéril, Luiz Baú passou a viver na comunidade de Linha Jubaré, no interior de Itatiba do Sul, na casa de uma mulher viúva que possuía dezessete filhos. Ele desenvolveu uma relação de proximidade com um desses filhos e, em 1975, após descobrir que ele iria se mudar para a cidade de Garibaldi para estudar em um seminário, Luiz Baú o assassinou  com requintes de crueldade. Foi diagnosticado com "esquizofrenia simples" pelo Instituto Psiquiátrico Forense (IPF) Maurício Cardoso e sentenciado a cumprir pena no Presídio Estadual de Erechim.
Considerado um preso exemplar, Luiz Baú surpreendeu policiais e agentes penitenciários quando fugiu em janeiro de 1980, fato que não chamou a atenção da mídia dado o seu temperamento visto como tranquilo. No período entre 12 e 16 de fevereiro, Luiz Baú cometeu quatro assassinatos, de três meninos nas comunidades do Rio Toldo e do Rio Tigre, e de um chacareiro no bairro Aeroporto. Em todas elas, o criminoso apresentou o mesmo modus operandi e esfaqueou as vítimas. A violência dos crimes fez com que as comunidades de Erechim e da região se mobilizassem para prendê-lo.
Foi finalmente detido no dia 21 de fevereiro, na Rodovia Transbrasiliana, após engajar em luta corporal com o policial-chefe da cidade. Devido ao receio de que fosse linchado por parte da comunidade erechinense, Luiz Baú foi novamente transferido para o IPF. Lá permaneceu por cinco meses, fugindo novamente em 30 de junho de 1980, e desde então não se teve mais informações concretas a respeito do seu paradeiro.

## Biografia
Luiz Baú nasceu em 21 de junho de 1939, filho do casal de agricultores Florindo e Vitória, no distrito de Sete Lagoas, município de Itatiba do Sul, onde viveu até alcançar vinte e oito anos de idade. Oriundo de uma família pobre, destacou-se como trabalhador do campo por mostrar uma grande força física. Luiz conciliava essa atividade com a ocupação de curandeiro, ofício que realizava por meio de benzimentos com ervas e chás.
Após o falecimento de seu progenitor, Luiz entrou em desavenças com o seu irmão João, com quem disputava o controle da propriedade familiar Estas discussões resultaram em um conflito no qual João agrediu Luiz com golpes de martelo, o qual revidou com tiros de espingarda que atingiram um olho, um braço e uma perna de João, que carregou sequelas no caminhar para o resto da sua vida.
Após esse episódio, Luiz Baú passou a residir na cidade de Chapecó, no estado de Santa Catarina, onde trabalhou em uma chácara de seu tio Júlio. Ali, casou-se com uma das empregadas do local, chamada Nilde Pinto de Quadros, em 7 de outubro de 1967. Não há mais informações sobre a vida de Luiz enquanto casado, mas sabe-se que em 1972 os dois não estavam mais em união estável e que nesse período Luiz foi acusado dos crimes de agressão e furto. Suposições afirmavam que Luiz teria contraído caxumba neste período e, por esse motivo, se tornado estéril, fato que teria feito com que a sua esposa decidisse por deixar o relacionamento que tinha com ele.

## Crimes

### Assassinato em Linha Jubaré
Durante o inverno de 1974, Luiz Baú chegou a uma propriedade na Linha Jubaré, no município de Itatiba do Sul. Ali ele conheceu a família de Maria Zarpelon, que era viúva e mãe de dezessete filhos, e, graças às suas habilidades de trabalho no campo, foi acolhido pela família. Seu trabalho como curandeiro fez com que ele mantivesse uma relação mais próxima com Francisco Zaperlon, o décimo segundo filho do casal, que possuía asma. Ele teria passado a trata-lo por essa época, quando Francisco tinha doze anos de idade.
A relação com Francisco tornou-se muito próxima, e Luiz Baú envolveu-se em discussões com o professor da escola e o ministro da paróquia local, ocasiões em que demonstrou um sentimento de posse pelo menino. Após o retorno de um dos dezessete irmãos, que estava cumprindo o serviço militar obrigatório, foi levantada a suspeita de que ambos estavam mantendo uma relação homossexual e a família passou a desconfiar das atitudes de Luiz, que estava em companhia de Francisco em matos e rios durante todo o dia, retornando apenas ao anoitecer. Com isso, a família tomou a decisão de enviar Francisco para estudar no Seminário da Igreja Católica da cidade de Garibaldi, no Rio Grande do Sul. Essa atitude deixou Luiz Baú extremamente descontente, que passou a culpar o professor e o ministro pelo ocorrido.
No dia 26 de fevereiro de 1975, Francisco foi enviado por sua mãe para buscar farinha de milho em um moinho perto de sua residência. Ele foi a cavalo, e deveria passar na casa de alguns parentes. Nesse mesmo dia, Maria contou a Luiz Baú sobre a decisão de enviar Francisco para estudar no Seminário de Garibaldi. Luiz respondeu que sairia da residência e que deixaria o dinheiro recebido nos seus trabalhos para Francisco levar consigo. No entanto, Francisco não retornou à casa da mãe e a família começou a buscar por Luiz Baú, que também desaparecera sem deixar sinais.
No dia seguinte, os familiares foram à casa de seus parentes esperando encontrar Francisco, pois suspeitavam que o menino poderia ter pernoitado lá. No caminho encontraram Luiz Baú, que negou saber de qualquer informação a respeito do jovem desaparecido; entretanto, o dono de uma mercearia próxima comunicou que ele fora visto na companhia de Francisco na tarde do dia anterior. Ao retornar para a residência, um dos irmãos encontrou o cavalo utilizado por Francisco troteando sozinho, com marcas de sangue nos arreios, fato que fez a comunidade se mobilizar para iniciar as buscas pelo jovem.
A polícia da cidade de Aratiba conduziu as buscas junto com os moradores da Linha Jubaré. Dois dias depois eles encontraram um corpo enrolado num pano de malhar feijão, na horta do presidente da capela da comunidade. O corpo encontrado era de Francisco e apresentava sinais de agressão física. O processo-crime apontou que:
| “ | [...] No dia 26 de fevereiro de 1975, em Linha Jubaré, município de Aratiba, pelas 19:00 horas, depois de ligar-se afetivamente à vítima, [...], com treze anos de idade, em razão de seu homossexualismo, o denunciado, cujas ligações homossexuais com a vítima remontavam há um ano atrás, prestando-se o acusado à pederastia passiva, descobriu que [o menino] estava se preparando para regressar num Seminário em Garibaldi. Irresignado com a iminência da separação, o denunciado, no dia antes mencionado, procurou a vítima, encontrando-a quando a mesma retornava de um moinho. Nessa ocasião o denunciado abordou o assunto da separação, dizendo que também iria embora, mas que deixaria suas plantações para a vítima. Depois de uma rápida conversa, foram para o interior de um mato, onde o denunciado prestou-se à pederastia passiva, como acontecia frequentemente entre ele e a vítima. Após a prática homossexual, utilizando-se de um canivete, o acusado produziu profundos cortes no pescoço e na região axilar esquerda da vítima, causando-lhe a morte. Depois disso, amputou o pênis do menor, e, com o auxílio de uma madeira roliça, introduziu aquele órgão no ânus da vítima. | ” |

A prisão de Luiz Baú aconteceu durante as buscas pelo corpo de Francisco. Ele colocara o corpo perto da casa do presidente da capela por ter desavenças com este e por pretender incriminá-lo sobre o acontecido. A imprensa de toda a região noticiou o crime como um dos mais bárbaros da época; o jornal A Voz da Serra trouxe na capa de sua edição de 6 de março a manchete "A Fera de Itatiba", e o Zero Hora também fez menção ao fato na sua capa. Luiz Baú foi levado ao Instituto Psiquiátrico Forense Maurício Cardoso, de Porto Alegre, para que especialistas traçassem um parecer sobre o seu comportamento e constituíssem o processo criminal contra ele. No laudo, constatou-se que ele era portador de uma "esquizofrenia simples". Em 28 de junho de 1979, sua sentença foi deferida e foi condenado a cumprir uma pena de prisão de quatro anos e sete meses.

### Fuga do Presídio de Erechim
Enquanto encarcerado no Presídio Estadual de Erechim, na maior parte do tempo Luiz Baú se ocupava da horta do local, cuja produção era usada no sustento dos detentos e dos próprios policiais. Além disso, os policiais da época afirmavam que a convivência com ele era extremamente pacífica, sendo que ele possuía acesso livre a qualquer parte do ambiente.
Considerado preso exemplar pelos agentes penitenciários, Luiz Baú não recebia visitas de parentes e amigos, mas se encontrava com os familiares dos outros presos. Em um desses encontros, Luiz ameaçou a família de um outro detento que também havia cometido um homicídio em Itatiba do Sul naquela época, prometendo queimar a residência desse indivíduo, fato que deixou a comunidade da Linha Jubaré em alerta por alguns meses. Ainda assim, era considerado um dos melhores presidiários e recebeu o direito de trabalhar em uma colônia penal no bairro Frinape, a cerca de dez quilômetros do presídio, bem como de ajudar em uma chácara pertencente ao diretor do presídio, no bairro Aeroporto, distante oito quilômetros do presídio.
No dia 20 de janeiro de 1980, Luiz Baú estava a trabalhar na chácara do diretor do presídio quando desapareceu por volta do meio-dia. Mesmo após a fuga, não houve mobilização por parte da polícia para recapturá-lo, sendo que somente vinte e três dias depois do acontecido a mídia local e estadual começou a noticiar que o "psicopata de Erechim" (Correio do Povo) havia desaparecido. Durante os dias em que esteve desaparecido, Luiz Baú vagou por diversas comunidades do interior de Erechim, Gaurama, Áurea e Getúlio Vargas. Foi avistado no dia 9 de fevereiro daquele ano no Povoado Argenta, no interior de Erechim, com uma mochila nas costas e de pés descalços.

### Assassinatos em Erechim
Ao adentrar a comunidade Rio Toldo, por volta do dia 12 de fevereiro, Luiz Baú cometeu o seu segundo assassinato, com o mesmo modus operandi do primeiro, na Linha Jubaré. Jandir Cardoso, que na época possuía doze anos, era filho de um casal que, por volta das dezesseis horas daquele dia, o havia enviado para comprar velas e fósforos em um armazém. Não havendo retornado à casa, a família então decidiu ir até o armazém e constatou que o rapaz havia feito a compra e saído do estabelecimento, confirmando assim o seu desaparecimento e mobilizando a comunidade em suas buscas.
No dia seguinte, às quinze horas da tarde, o corpo de Jandir foi localizado por moradores que observaram pingos de sangue em uma plantação de milho. Foi encontrado um facão em cima de pés de capim e, sob esse facão, o corpo estava enterrado dentro de um buraco, de cabeça para baixo. O laudo da necropsia do Hospital de Caridade de Erechim confirmou que Jandir havia sofrido ruptura do esfíncter anal e amputação total do pênis.
Após esse acontecido, as suspeitas sobre o crime recaíram sobre Luiz Baú, que teve a prisão preventiva declarada pela Polícia de Erechim. Foram iniciadas as buscas pelo sujeito, que então havia retornado para Erechim e alcançado outra vila, a comunidade de Rio Tigre, onde cometeria mais dois assassinatos.
No dia 15 de fevereiro, Gelson Ribeiro, de onze anos, e Paulo Grando, de oito anos, estavam conduzindo vacas de sua vizinha a cerca de um quilômetro de distância da residências onde moravam, e não retornaram para casa. Esse fato deixou os pais dos meninos aflitos, que decidiram iniciar as buscas, juntamente com as outras vinte famílias que residiam na comunidade. Os corpos foram encontrados na manhã do dia seguinte, próximos à área em que os meninos costumavam apascentar o gado da vizinha. As características dos assassinatos eram as mesmas da morte de Jandir, confirmadas pelas necrópsias do Hospital de Caridade.
Luiz Baú tentou fazer uma quinta vítima no dia seguinte, 16 de fevereiro, quando chegou no Povoado Argenta e se aproximou de Lindomir Truylia, na época com onze anos de idade, e começou a correr atrás dele dentro de uma olaria. O menino conseguiu fugir até onde estava seu pai e escapar ileso. Mostrada uma fotografia de Luiz Baú, Lindomir o identificou como o indivíduo que o perseguiu naquele dia.
No final desse dia, Luiz Baú chegou até a chácara do dono do presídio, localizada no bairro Aeroporto, por onde trabalhou por vários anos enquanto era detento do Presídio Estadual de Erechim. Nessa chácara, residia Aparício Amâncio Bueno, então com sessenta e oito anos de idade, que era o chacareiro do espaço. Durante o tempo em que ambos conviveram, Aparício deixara evidente seu descontentamento com a confiança que a polícia depositava em Luiz Baú, que, por sua vez, não havia referido palavra alguma contra o chacareiro. Segundo as fontes da época, provavelmente o encontro de ambos aconteceu naquela noite, e Luiz Baú o teria assassinado com cortes de faca na região do pescoço. Além disso, Luiz Baú aproveitou-se da ocasião para roubar roupas, comida, uma espingarda calibre .32, um revólver calibre .22 e cartuchos para essas armas.

## Captura
Durante trinta e dois dias, decorridos entre a morte de Vandir e a captura de Luiz Baú, a cidade de Erechim viveu dias de pânico e terror. A comunidade acreditava que Luiz Baú poderia assassinar qualquer indivíduo, mas, principalmente, meninos jovens. A busca por Luiz Baú envolveu a Brigada Militar e a Polícia Civil de Erechim, a Secretaria de Segurança Pública do Rio Grande do Sul, a Polícia Civil de Passo Fundo, soldados do Corpo de Bombeiros e cerca de trezentos populares, em atividades que duravam vinte e quatro horas por dia.
Fontes da época afirmam que Luiz Baú teria se escondido em uma caverna na Cascata Nazzari, hoje um balneário da cidade mas naquela época um espaço pouco frequentado. Dados desencontrados recebidos em ligações telefônicas dificultavam o trabalho da polícia, e, segundo os delegados, Luiz Baú possuía perucas e disfarçava-se com roupas diferentes, e supostamente recebia ajuda de uma pessoa para facilitar a sua fuga.
Sua prisão ocorreu em 21 de fevereiro, quando foi localizado na Rodovia Transbrasiliana. Populares telefonaram para a Brigada Militar, que enviou um efetivo de sete homens para capturá-lo. Os relatos desses policiais afirmam que, após localizar Luiz Baú, que estava consumindo produtos que havia comprado em uma mercearia perto do local, dispararam quarenta tiros em direção ao fugitivo, mas que nenhum o teria atingido. O chefe da polícia, Alcir Bordin, entrou em uma mata fechada perseguindo Luiz Baú e disparou cinco tiros, acertando o último de raspão no pescoço do assassino. Ao ver que as munições do revólver tinham se esgotado, o policial e Luiz Baú entraram em luta corporal, na qual Baú acertou uma facada na coxa de Bordin, que conseguiu se defender com coronhadas na cabeça do assassino. Devido aos golpes, Baú caiu no chão e pôde ser imobilizado e preso.
Os seguintes objetos foram encontrados na posse de Luiz Baú quando efetuada a sua prisão:
| “ | [...] Quatro (4) mil cruzeiros [...], carteira de identidade de n° [...]; [...] Título Eleitoral de n° [...]; Huma (1) folha de caderno pautada, em pedaços, onde se lê a Oração ao Espírito Santo; Huma (1) folha dupla de caderno, com pautas, com escritas em manuscrito, onde se lê a “Carta Celeste”; Hum (1) revólver marca Rossi, de n° 150885, calibre 22, niquelado, cabo de baquelite; Huma (1) faca sem marca visível, com 30 centímetros de lâmina, cabo de madeira, e com bainha de couro; Huma (1) espingarda de calibre 36 de número 3886, com cano serrado, e com a coronha quebrada, e com um cartucho deflagrado grudado no cano; [...] Huma (1) peruca com cabelos longos em cor castanho, com cabelos presos a uma fina tela de cor verde; Dez (10) cartuchos para espingarda de calibre 36, intactos; Sete (7) balas calibre 32, intactas; Huma (1) bala calibre 22, intacta; [...] Cinco (5) velas sendo três ainda inteiras e duas (2), já usadas; Seis (6) fotografias de tamanho 3X4, sendo cinco (5) de mulheres e huma (1) de um menino; Huma (1) bolsa de vulcouro em cores esverdeadas com preta, com alças feitas com cordão de sapatos; [...] Duas (2) japonas de cor verde-oliva, em tecido lã, usadas ou pela Brigada Militar ou Exército Nacional; [...] Hum (1) isqueiro à gás em cor azul, do tipo descartável; [...]. Os objetos antes discriminados foram encentrados em poder de LUIZ BAÚ, quando de sua prisão em data de 21/02/80 [...]. | ” |

A carteira de identidade e o título eleitoral que Luiz Baú portava era de outra pessoa, provavelmente roubados para que ele conseguisse se passar por outro indivíduo. A sua prisão foi notícia nos jornais da época, como A Voz da Serra, Correio do Povo e Zero Hora.

## Internação em Porto Alegre e suposta morte
Após a sua prisão, a Brigada Militar receava que Luiz Baú pudesse ser linchado pela população, tamanho era o clima de revolta e fúria dos cidadãos erechinenses. O jornal A Voz da Serra noticiou, na edição de 23 de fevereiro, que eram cerca de quinhentas pessoas na sede do Batalhão da Polícia Militar; que os populares clamavam para que Baú fosse linchado; e que as mulheres gostariam que ele fosse morto. O Correio do Povo do mesmo dia confirmava a quantidade de moradores e repetia as frases ditas por eles: "assassino", "não merece viver" e "queremos linchamento".
Luiz Baú foi encaminhado para o Instituto Psiquiátrico Forense Maurício Cardoso, de Porto Alegre, onde desembarcou sob forte esquema de segurança. Não foram registrados relatos a respeito de seu comportamento dentro do instituto, mas acredita-se que aproveitou a maior parte do tempo para planejar uma nova fuga, a qual aconteceu quando estava completando seu quinto mês de estadia no local. Luiz Baú fugiu em 30 de junho de 1980 junto com outros quatro internos, ao estourar o cadeado do pátio.
Os outros quatro internos foram recapturados e reconduzidos ao instituto, enquanto sobre Baú nunca mais se teve nenhuma notícia. Quando fugiu, os jornais da época noticiaram o acontecido com certo temor, sendo que as escolas rurais da região de Porto Alegre foram recomendadas a fechar até a sua nova captura. No entanto, acredita-se que ele tenha sido executado pelos agentes de segurança do instituto no Rio Guaíba, dada a gravidade de seus crimes. Entre outras teorias, especula-se que o criminoso possa ter fugido para o estado do Paraná ou para os países vizinhos do Uruguai e do Paraguai.
Sua audiência foi marcada para o dia 26 de março de 1984, à qual não compareceu, e foi julgado à revelia. O Juizado Criminal da Comarca de Erechim estabeleceu no dia 3 de abril de 1985 a sentença de prisão pelos crimes cometidos em janeiro e fevereiro de 1980. De acordo com a lei atual, os crimes prescreveram em 2005, e a justiça determinou o pagamento de uma indenização de R$ 3 900 aos familiares das vítimas.